# Antonín Zápotocký

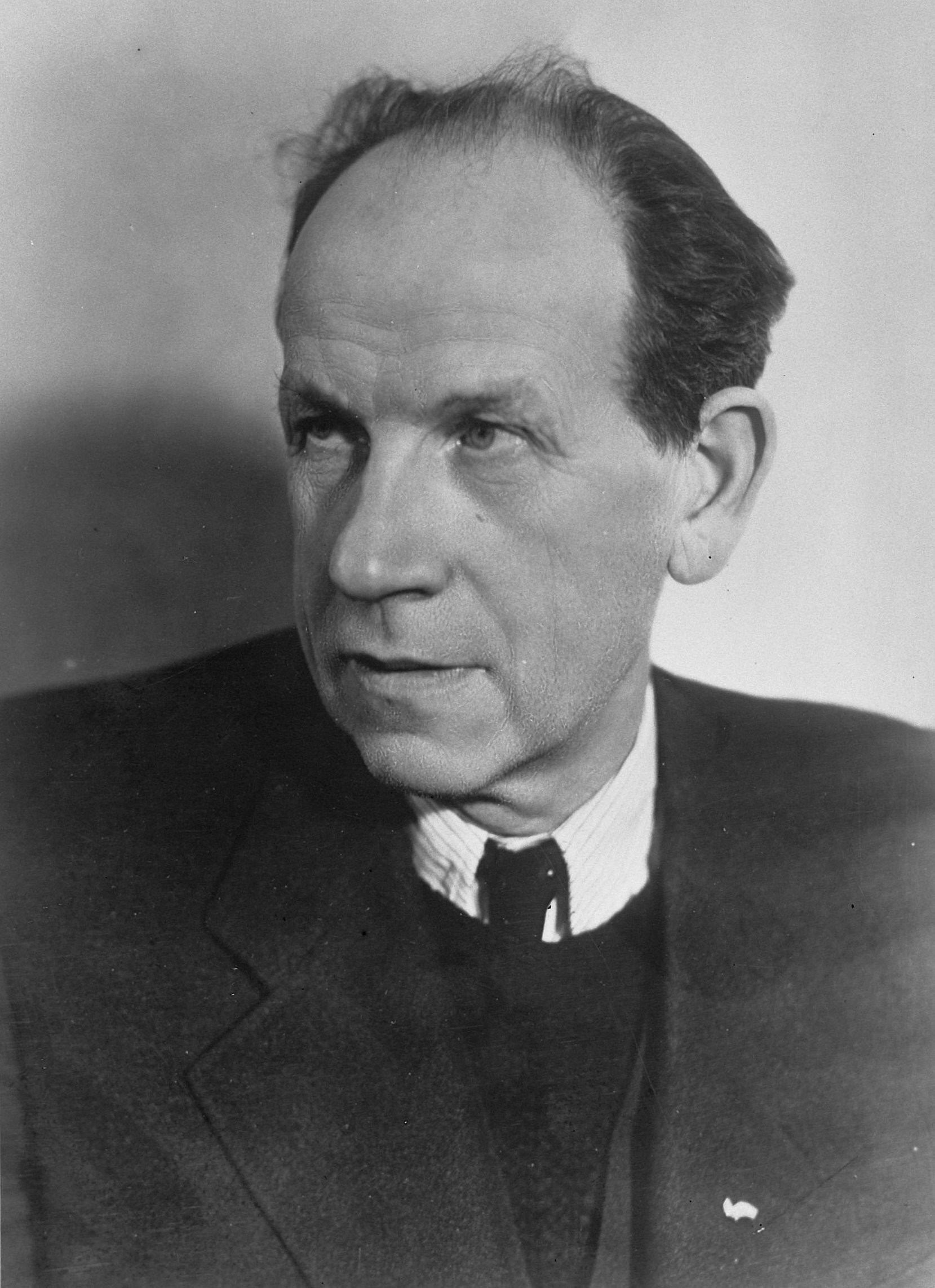
Antonín Zápotocký

Antonín Zápotocký (* 19. Dezember 1884 in Zákolany bei Kladno, Böhmen; † 13. November 1957 in Prag) war ein  tschechoslowakischer Gewerkschaftsführer, Politiker und Autor. Zápotocký war der zweite kommunistische Staatspräsident der Tschechoslowakei.

## Laufbahn
Zápotocký war zunächst Gewerkschaftsfunktionär, dann von 1922 bis 1925 Generalsekretär der Tschechoslowakischen Kommunistischen Partei. Kurz nach der Besetzung der Tschechoslowakei durch deutsche Truppen (März 1939) wurde er verhaftet; von 1940 bis 1945 war er im Konzentrationslager Sachsenhausen. 
Nach dem Krieg 1945 wurde er Vorsitzender des tschechoslowakischen Gewerkschaftsverbandes ROH. 
Im Februar 1948 übernahm die Kommunistische Partei der Tschechoslowakei die Macht in der Tschechoslowakischen Republik („Februarumsturz“). 
Weil Beneš die neue Verfassung vom Mai 1948 nicht unterschreiben wollte, trat er zurück, und Klement Gottwald, der seit Februar 1948 seiner zweiten Regierung vorstand, wurde Staatspräsident. 
Zápotocký wurde Nachfolger von Gottwald als Ministerpräsident der Tschechoslowakei; er leitete die Regierung Antonín Zápotocký. 
Gottwald starb am 14. März 1953, eine Woche nach Stalin; Zápotocký wurde am 21. März 1953 von der Nationalversammlung zum Präsidenten gewählt.  
Neuer Ministerpräsident wurde Viliam Široký, der bis 1963 Regierungschef blieb. Die politischen Schauprozesse dauerten an; am 21./24. April 1954 fand der Prozess gegen die sogenannten „bürgerlichen Nationalisten“ statt, einer der Hauptangeklagten war Gustáv Husák.
Antonín Novotný wurde 1953 als Nachfolger von Gottwald Erster Sekretär der KSČ. Novotný praktizierte einen relativ repressiven Kurs und hatte Rückendeckung aus der Sowjetunion. Zápotocký musste ihm Macht abtreten. 
Zápotocký starb im November 1957 im Amt.

## Ehrungen
In der DDR waren nach ihm u. a. ein FDGB-Ferienheim in Bad Schandau und eine polytechnische Oberschule in Neubrandenburg benannt.
Daneben erhielt er im Jahr 1956  den Karl-Marx-Orden.

## Werke (Auswahl)
- Neue Kämpfer werden aufstehen: Das Leben meines Vaters. Erinnerungsroman  (Originaltitel: Vstanou noví bojovníci, übersetzt von Jana Nowaková), Dietz, Berlin 1951 (DNB 455790639).
- Das stürmische Jahr 1905. Erinnerungsroman (Originaltitel: Bouřlivý rok, übersetzt von Jana Nowaková). Dietz, Berlin, 1952 (DNB 455790590).